# Aileen Frisch
Aileen Christina Frisch, född 25 augusti 1992 i Lebach, är en tysk-sydkoreansk rodelåkare.

## Karriär
Frisch tävlade för Sydkorea vid olympiska vinterspelen 2018 i Pyeongchang, där hon slutade på åttonde plats i damernas singel. Frisch var även en del av Sydkoreas lag tillsammans med Lim Nam-kyu, Park Jin-yong och Cho Jung-myung som slutade på nionde plats i lagstafetten.
Vid olympiska vinterspelen 2022 i Peking slutade Frisch på 19:e plats i damernas singel. Hon var även en del av Sydkoreas lag tillsammans med Lim Nam-kyu, Park Jin-yong och Cho Jung-myung som slutade på 13:e plats i lagstafetten.